# فصل استخوان
فصل استخوان (به انگلیسی: The Bone Season) رمانی فانتزی و پادآرمانشهر، اولین رمان منتشر شدهٔ نویسندهٔ بریتانیایی سامانتا شنن است که در ۲۰ اوت ۲۰۱۳ انتشار یافت و اولین کتاب از یک سری کتاب ۷ گانه است.حق ساخت فیلم به اندی سرکیس فروخته شده است.

## خلاصه
فصل استخوان در سال ۲۰۵۹ اتفاق می‌افتد و ماجرای دختری نوزده ساله به نام پیج ماهونی را روایت می‌کند. پیج روشن بینی است که به نام رویانورد شناخته می‌شود و می‌تواند وارد ذهن دیگران بشود.

## واکنش‌ها
اغلب فصل استخوان را با مجموعه کتاب‌های هری پاتر مقایسه می‌کنند و سامانتا شنن را به عنوان جی. کی. رولینگ دوم می‌شناسند. 
ان‌پی‌آر نیز به این مقایسه اشاره کرده است و معتقد است این مجموعه کتاب بیشتر به مجموعه کتاب عطش مبارزه شباهت دارد تا هری پاتر.

## ادامه
کتاب دوم The Mime Order در ۲۷ ژانویه ۲۰۱۵ منتشر شد. نام کتاب سوم The Song Of Rising است که در نوامبر ۲۰۱۶ انتشار شد.جلد چهارم این مجموعه در سال 2019 میلادی منتشر شد.